# Themistoclesia compta
Themistoclesia compta är en ljungväxtart som beskrevs av A. C. Smith. Themistoclesia compta ingår i släktet Themistoclesia och familjen ljungväxter. Inga underarter finns listade i Catalogue of Life.